# روزيندو هيرنانديز
روزيندو هيرنانديز (بالإسبانية: Rosendo Hernández)‏ (مواليد 11 مارس 1922) هو لاعب كرة قدم. يلعب مع منتخب إسبانيا لكرة القدم. سبق له أن لعب في كأس العالم لكرة القدم مع منتخب بلاده.

## روابط خارجية
- روزيندو هيرنانديز على موقع الاتحاد الدولي (مؤرشف)  (الإنجليزية)
- روزيندو هيرنانديز على موقع قاعدة بيانات كرة القدم.إي يو (الإنجليزية)
- روزيندو هيرنانديز على موقع ناشيونال فوتبول تيمز (الإنجليزية)
- روزيندو هيرنانديز على موقع Soccerway.com (الإنجليزية)
- روزيندو هيرنانديز على موقع عالم كرة القدم.نت (الإنجليزية)